# آشفته
آشفته فیلم درام آمریکایی به کارگردانی اما فارست است که نخستین تجربه کارگردانی وی می‌باشد. ستارگان فیلم جیمی درنان، بن مندلسون، لولا کریک و جمیما کریک هستند. تولید این فیلم در اکتبر ۲۰۱۶ آغاز شد  و در جشنواره فیلم ترایبکا اکران خواهد شد. 

## داستان
یک نوجوان نابغه به نام آندریا (جمیما کریک) تبدیل به معتادی هروئینی می‌شود. حالا که پاک شده است، تصمیم دارد نویسنده شود. او با نویسنده ای به نام نیک (جیمی درنان) رابطه برقرار می کند. نیک با بازگویی خاطراتش از زمان جنگ به مقام و پول رسیده است. در عین حال، خواهر کوچک آندریا به نام تارا (لولا کریک) کم کم جذب یک خاخام به نام دیوید (کریستال) می شود و رابطه اش با دوست پسرش مارتین (مندلسون) دچار تزلزل می گردد.

## بازیگران
- جیمی درنان در نقش نیک
- بن مندلسون در نقش مارتین
- الیس ایو در نقش ایرین
- لولا کریک در نقش تارا
- جمیما کریک در نقش اندریا
- بیلی کریستال در نقش دیوید
- جنیفر گری در نقش جوزی
- اسکات کان در نقش الیس

## تولید
اما فارست فیلم نامه این مجموعه را نوشته و همزمان نخستین تجربه کارگردانی خود را نیز دارد. همسرش، بن مندلسون، از ستارگان این فیلم است. جمیما کریک و خواهرش لولا کریک برای اولین بار در کنارهم بازی می‌کنند. تهیه این فیلم از ۱۷ اکتبر ۲۰۱۶ آغاز شد.